# Erik Werner
Erik Werner (25. september 1930 – 6. december 2011) var en dansk bladtegner og har især markeret sig som teatertegner og med politiske tegninger. Først fra 1952 på Berlingske Aftenavis, derefter et par år på B.T., og siden 1963 på Berlingske Tidende. Efter sin pensionering i 1997 fortsatte han med at tegne til Weekendavisen og Berlingske. Siden 1950 tegner ved Blæksprutten (1980-1991 som medredaktør) og medlem af kunstnersammenslutningen Grønningen fra 1967. Har illustreret en række bøger og desuden udført en række statuetter i brændt ler af danske skuespillere, hvoraf en del befinder sig i Det Kongelige Teater. Hovedparten af hans teatertegninger befinder sig nu på Det Nationalhistoriske Museum på Frederiksborg Slot, Teatermuseet og Museet for Dansk Bladtegning i Den Sorte Diamant. Næstformand i Danske Bladtegnere til 1980.

## Hæder
- 1959 – Storm P.-Legatet
- 1964 – 1.præmie, International Salon of Cartoons, Montreal, Canada
  - 1968 – 2.præmie
  - 1969 – 1.præmie
- 1968 – Alfred Schmidt
- 1969 – Villiam H. Michaelsen
- 1987 – Hans Bendix' Præmie
- 1985 – Årets æreshåndværker (Kjøbenhavns Håndværkerforening)
- 1993 – Den gyldne tegnestift
- 2007 – Statens Kunstfonds livsvarige ydelse